# Голубков, Александр Павлович (медик)
Алекса́ндр Па́влович Голубко́в (13 (25) июня 1880, Москва — 1945, там же) — российский революционер, один из первых организаторов советского здравоохранения.

## Биография
Александр Павлович Голубков родился 13 (25) июня 1880 в Москве в семье бухгалтера. С 1899 года принимал участие в революционном движении. В 1902 (по другим данным — в 1903) году вступил в большевистскую фракцию Российской социал-демократической рабочей партии, был известен в ней под именем Андрея Петрова. В 1903 году окончил Медицинский факультет Московского университета.  С 1903 по 1904 годы работал в Центральном техническом транспортном бюро ЦК РСДРП в Смоленске. В декабре 1904 года был арестован, освобождён в октябре 1905 года. После освобождения работал в Самаре, Орле, Москве. В декабре 1905 года принимал участие в вооружённом восстании в Москве. Тогда же основал и был редактором-издателем большевистской легальной газеты «Вперёд». В 1906 году дважды арестовывался в Москве, после второго ареста был выслан в ожидании суда в Тверь. В феврале 1907 года скрылся от суда за границей, вернулся в страну осенью того же года. В 1907—1908 годах работал в Санкт-Петербурге в качестве секретаря Русского бюро ЦК РСДРП. Занимался подготовкой V конференции РСДРП, в декабре 1908 — январе 1909 года принимал в Париже участие в её работе. В июне 1909 года во время совещания расширенной редакции газеты «Пролетарий» в Санкт-Петербурге был арестован и выслан в Москву. 2 (15) октября 1910 года приговорён к бессрочной ссылке в Восточную Сибирь. Ссылку отбывал в Минусинске, где занимался врачебной практикой.
После Февральская революция 1917 года был амнистирован и вернулся в Москву. В июне того же года принимал участие в I Всероссийском съезде Советов рабочих и солдатских депутатов. Принимал участие в Октябрьской революции в Москве. Занимался организацией медико-санитарной части при Центральном военно-революционном комитете, затем работал в Сокольническом районном комитете партии большевиков. В дальнейшем был одним из организаторов создания системы советского здравоохранения, был комиссаром здравоохранения Москвы и Московской губернии. Являлся членом Совета врачебных коллегий. С июля 1918 до 1928 года был членом коллегии Народного комиссариата здравоохранения. С 1922 по 1924 годы — председатель правления «Госмедторга», с 1924 по 1926 годы — председатель правления «Госмедторгпрома», с 1926 по 1930 годы — председатель правления Государственного медицинского издательства, с 1930 по 1936 годы — редактор первого издания Большой медицинской энциклопедии. В течение 10 лет был ближайшим помощником Зиновия Петровича Соловьёва по работе в центральном комитете Российского общества Красного Креста. Скончачался в 1945 году. Похоронен на Новодевичьем кладбище в Москве.